# Alexandru D. Xenopol
Alexandru Dimitrie Xenopol (Iaşi, 23 de marzo de 1847 - Bucarest, 27 de febrero de 1920) fue un historiador y economista rumano, elegido miembro de la Academia Rumana en 1895. Es conocido por sus obras en el dominio de la filosofía de la historia y por ser el autor de la primera gran síntesis de la historia del pueblo rumano.  

## Vida
Después de asistir al instituto en su ciudad natal, pasó a estudiar filosofía, historia y derecho en la universidad, llegando a obtener el título de doctor en filosofía (en Giessen) y en derecho (en Berlín) en el mismo año, 1871. En sus tesis doctorales se muestra influenciado por el pensamiento de los eruditos alemanes. 
Al volver a Rumanía, Xenopol entró en la magistratura, siendo nombrado en 1872 primer fiscal del Tribunal de Iaşi. En 1878 obtiene, después de un concurso, la cátedra de historia de Rumanía en la Universidad de Iaşi, llegando en 1883 a renunciar a su cargo en la magistratura para dedicarse exclusivamente a la universidad. En 1891, también después de un concurso, obtiene la cátedra de historia universal en la misma universidad, manteniendo la de historia de Rumanía. Entre 1898 y 1901 es rector de la Universidad de Iaşi.
Como científico, Xenopol pasó a ser nombrado miembro honorífico de la Sociedad Arqueológica de Bruselas, miembro del Instituto Internacional de Sociología (1903) y miembro titular de la Academia de Ciencias Morales y Políticas de París (1914). En 1916 fue elegido vicepresidente de la Sociedad Sociológica de París.
Murió en Bucarest, en el 27 de febrero de 1920. 

## Obra
Sus contribuciones como historiador están conexionadas con su teoría de los "escritos históricos", argumentada en los libros Les principes fondamentaux de l’histoire (Los principios fundamentales de la historia) (1899) y La thėorie de l’histoire (La teoría de la historia) (1908). En este período había un debate en varios países europeos acerca del problema de la filosofía de la historia. Los neokantianos Rickert y Windelbrand veían en ese dominio la clave para revigorar la filosofía en general, mientras que Dilthey consideraba que fundamentar la razón histórica era necesario para resolver la crisis por la cual pasaba la filosofía. 
Según esta teoría, los hechos históricos se desarrollan entrelazados, y, a través de las relaciones causales, ocurren formando "series históricas", lo que constituye la esencia y el contenido de la evolución de la historia de la humanidad. Como ejemplo concreto, Xenopol presenta la evolución del pueblo rumano con los dominios-clave para una nación: etnogénesis, estabilidad, unidad, institucionalidad, demografía, economía, vida política, científica, religiosa y relaciones internacionales. 
En la elaboración de su concepción de la historia, Xenopol parte desde la distinción que hace entre hechos coexistentes, relacionados con el espacio, y entre hechos de sucesión, que se desarrollan en el tiempo. Los hechos coexistentes se repiten, no cambian, y son objeto de estudio para las ciencias teóricas, mientras que los hechos de sucesión están bajo un cambio constante, no se repiten y dan su especificidad a las ciencias históricas. 
En el caso de los hechos de coexistencia, el paso del tiempo no modifica los fenómenos, mientras que para los hechos de sucesión el tiempo es un modificador esencial. Aunque ésta distinción lleva a la separación entre las ciencias teóricas y las ciencias históricas, entre las dos no se crea "un muro" de separación. Los hechos de coexistencia se repiten de manera cíclica, por lo tanto pueden llegar a considerarse hechos de sucesión, similar con los sedimentos que deja un río, que al final llegan a construir su delta, que es una nueva formación geológica y geográfica. 
Xenopol considera que las ciencias históricas se refieren tanto a fenómenos materiales como a fenómenos espirituales. Cuando habla acerca de la historia, él no la considera una ciencia particular, como la física o la química o la psicología, sino una manera de concebir el mundo al modo sucesivo, en oposición con el modo coexistente. La historia estudia por lo tanto los fenómenos que son lo que son por el paso del tiempo, y aquí quedan incluidos la sociedad, la Naturaleza, el espíritu y el mundo material.
- Datos: Q635387
- Multimedia: Alexandru Dimitrie Xenopol / Q635387